# Жумберак
Жумберак (хорв. Žumberak; словен. Gorjanci) — гірський масив між Хорватією і Словенією. Найвищий пік — Света Гера (хорв. Sveta Gera, словен. Trdinov vrh) заввишки 1181 м, розташована в Хорватії на кордоні зі Словенією. У підніжжі гори розташовані населені пункти: Ново Место, Метлика, Бережіце у Словенії та Самобор, Озаль і Ястребарсько — у Хорватії.
У 1530 році почалася імміграція ускоків (хорв. Uskoci; нім. Uskoken), яка тривала до XVII століття і зумовила велику популяцію Штокавського діалекту (хорв. Štokavian) у регіоні. Жумберак була тоді австрійською військовою прикордонною частиною, створеною Габсбургами як оборонний буфер між Австрійською імперією й Османською імперією. Ці гори називають німецькою «Uskokengebirge» та «Sichelberg».
У 1999 році на хорватській стороні гірського масиву був заснований природний парк (хорв. «Žumberak - gorje Samoborsko»).
Ліси Жумбераку в основному складаються з бука.

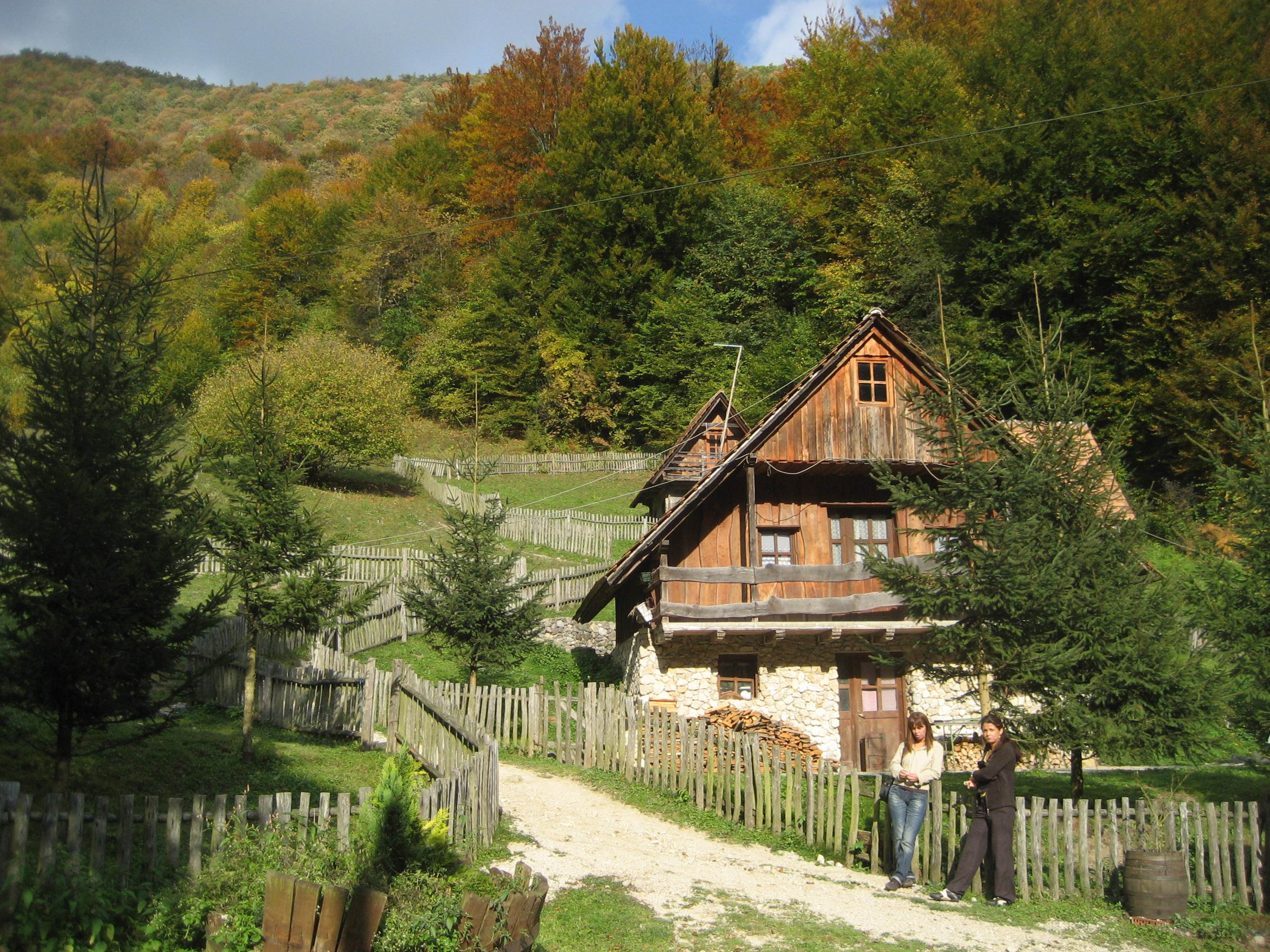
Жумберак, екосело, Хорватія.
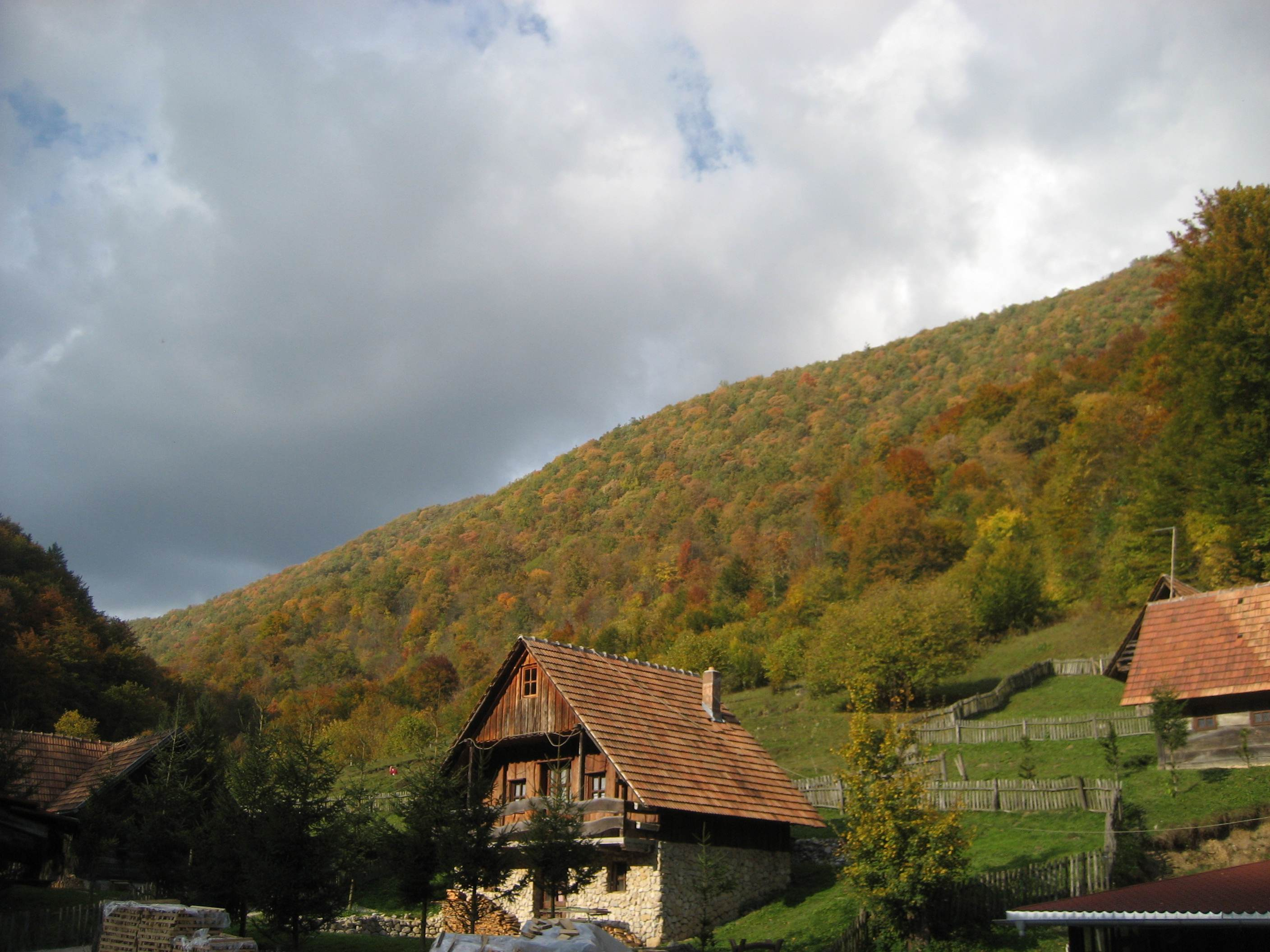
Жумберак, екосело, Хорватія.
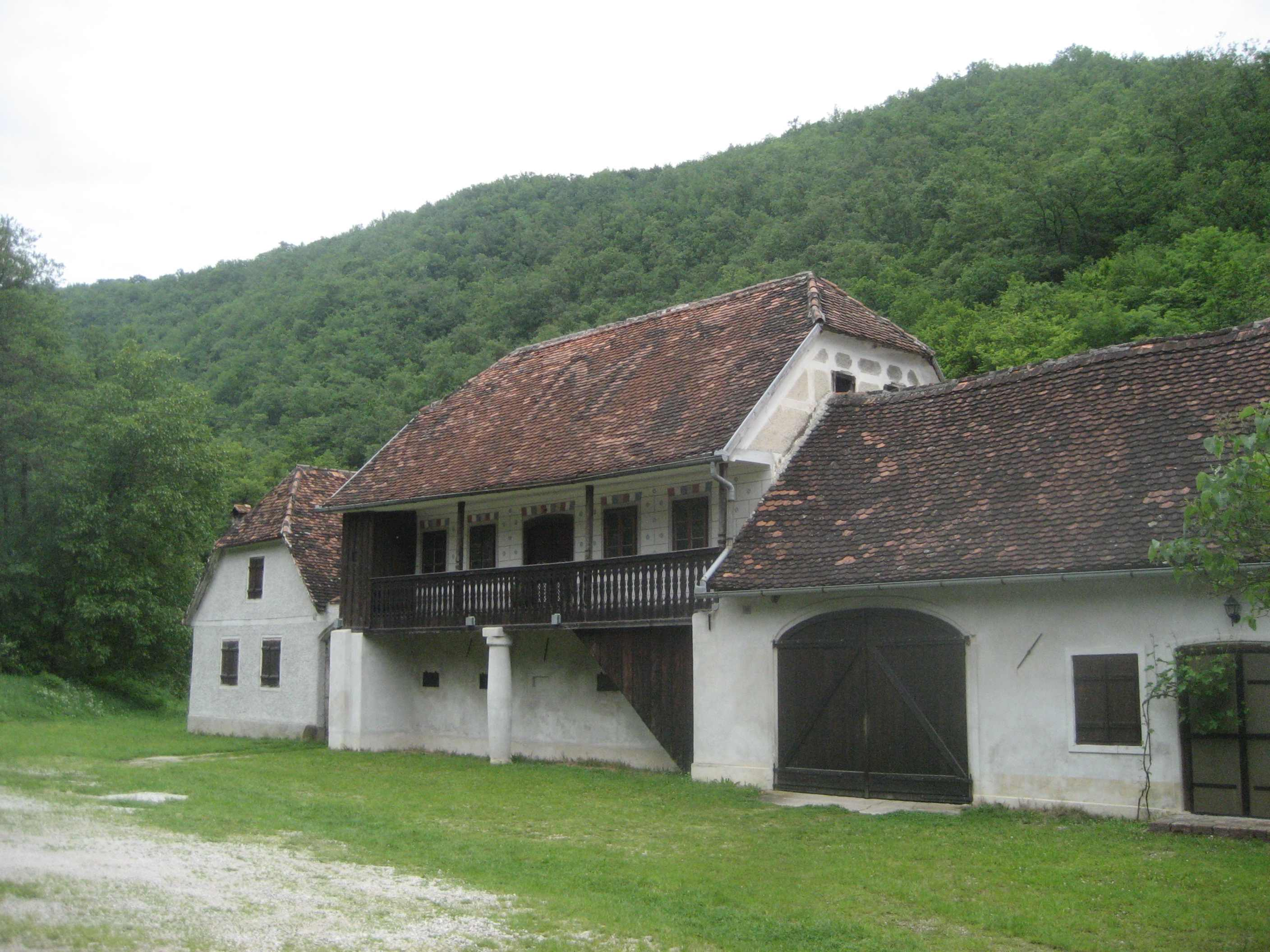
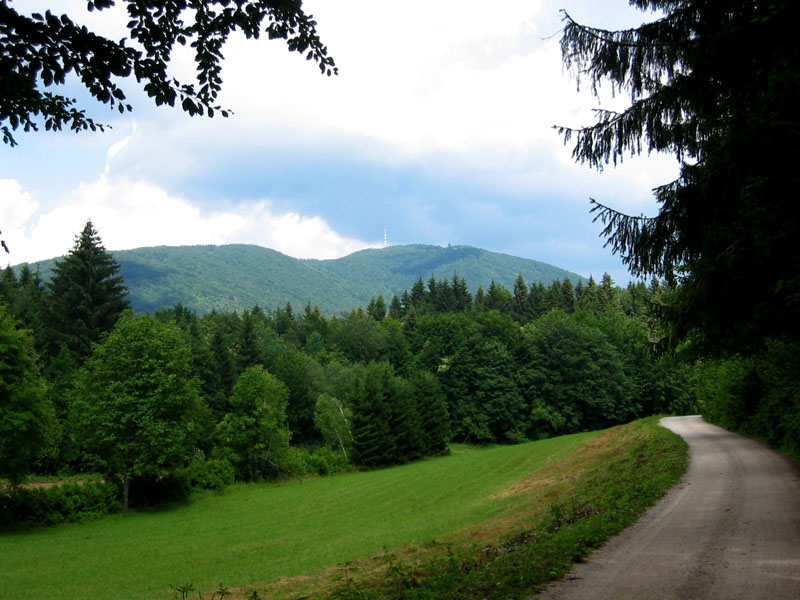
Жумберак, вид на гори зі словенської сторони. Горянські луки.